# Embolyntha guyana
Embolyntha guyana is een insectensoort uit de familie Archembiidae, die tot de orde webspinners (Embioptera) behoort. 
Embolyntha guyana is voor het eerst wetenschappelijk beschreven door Ross in 2001.